# Mbachilé
 (septembre 2015).
Mbachilé Bambao ou parfois orthographié Mbashilé est un village situé en union des Comores dans la région historique du Bambao sur l'île de Grande Comore.
Sur le plan administratif le village est aujourd'hui intégré à la commune du Bambao Ya Mboini, intégrée elle-même à la préfecture de Moroni -Bambao. La population de cette ville est estimée à environ 1 432 habitants en 2010.

## Géographie

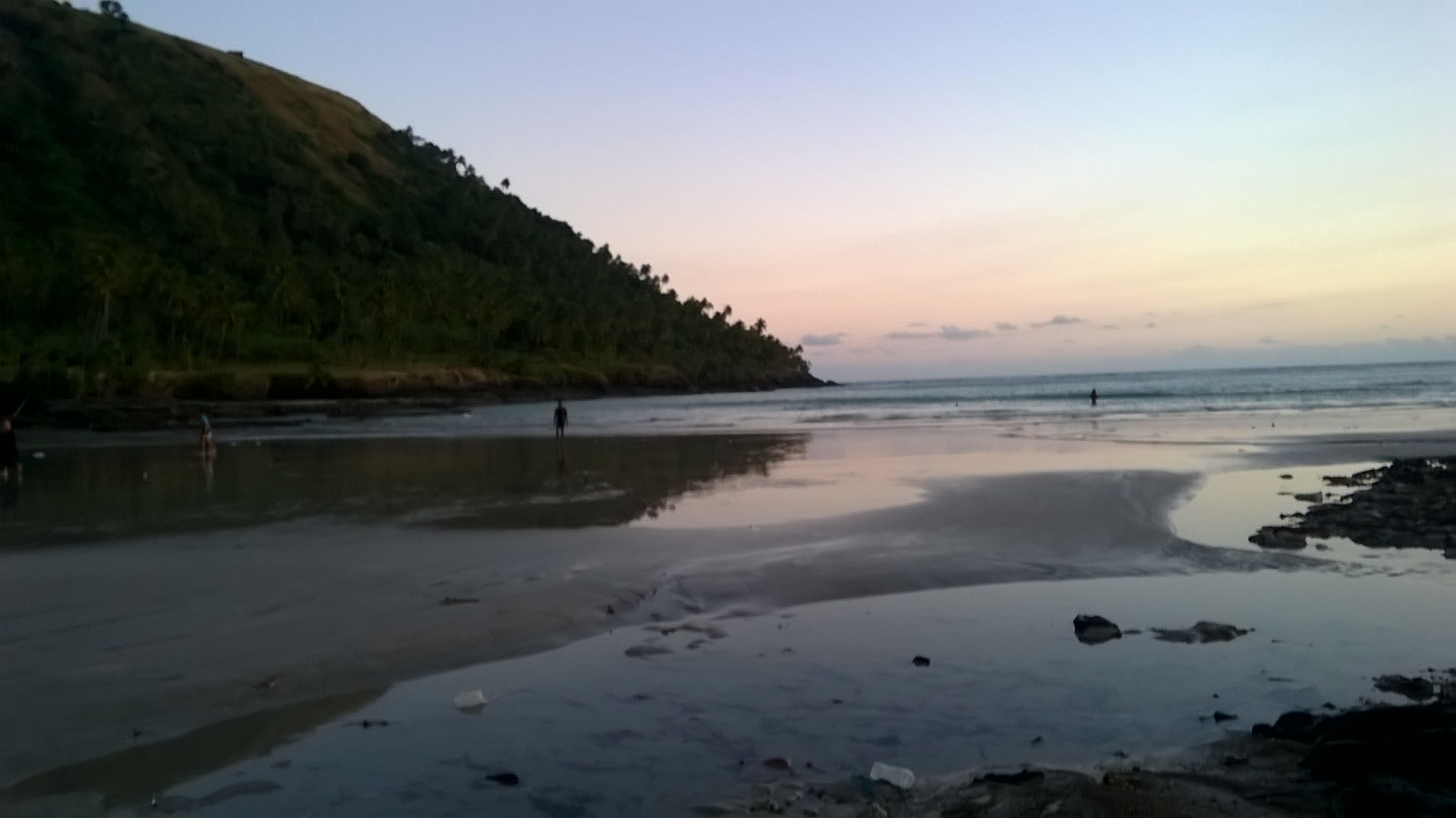
Coucher de soleil à Mbachilé.

Le village se situe à quelques kilomètres au sud de Moroni la capitale. On peut trouver au nord de Mbachilé, la ville d'Iconi qui fut la capitale du sultanat du Bambao et de Ngazidja, à l'est Vouvouni et au sud Serehini et Moindzaza Boini. 
Le village est aujourd'hui composé de cinq quartiers dont :
- Mrabwani : un des deux  quartiers les plus anciens  est situé sur la partie côtière du village plus précisément  à l'ouest du village. Dans ce quartier se trouve le foyer de l'une des deux associations musicales du village, le foyer des jeunes décidés.
- Mradjou : un des deux quartiers les plus anciens avec Mrabwani. On y trouve le bangwéni (place publique) des accomplis (ceux qui ont fait le grand mariage), mais aussi le bangwéni des wanamdjis (enfants du village) et également présente dans ce quartier l'ancienne mosquée du vendredi. Ce quartier se situe au sud du village et est également un quartier côtier.
- Mrahari : le quartier au centre du village, traversé par la route régionale.
- Magangani : quartier également sur la partie côtière du village, le quartier se trouve entre Mrabwani et Mradjou
- Pareni : au nord du village. On trouve dans ce quartier les habitations les plus récentes. Ce quartier se veut le nouveau centre du village. Le nom du quartier vient de la route (Pareni) qui passe également par ce quartier.

### Paysage

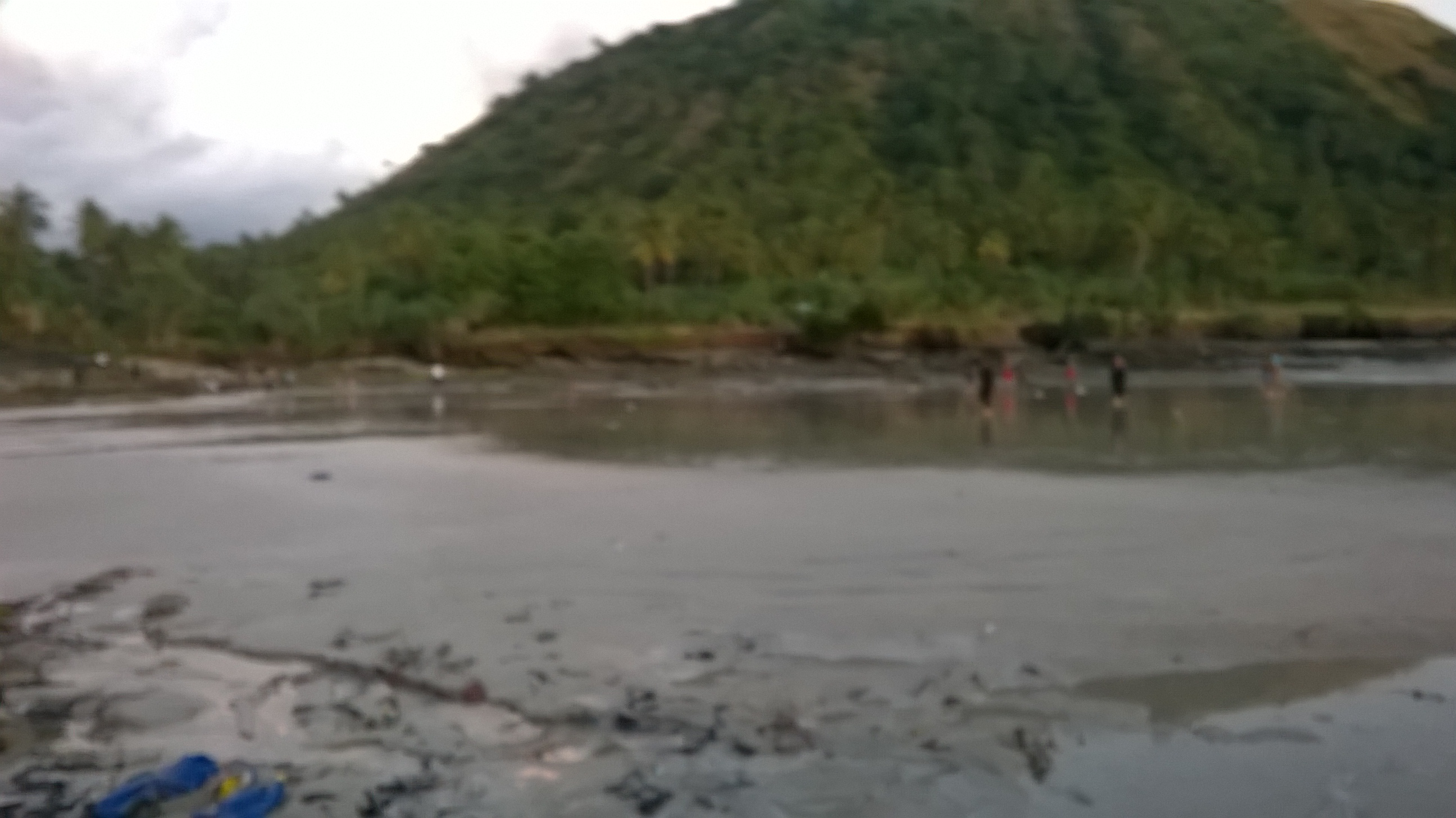
Ngu Ya Mbashilé (colline de Mbachilé).

On trouve dans ce village la colline de Mbachilé  aussi appelée en shingazidja "Ngu Ya Mbashilé". Du haut de ce lieu on peut avoir une vue presque complète sur toute la région du Bambao. La hauteur de la colline serait d'environ 217 m. En bas de cette colline on trouve une baie avec une plage de sable blond (la plage de Mbachilé).  

## Historique

### Récits traditionnels
Les traditions concernant les premiers habitants du village sont multiples et variés. En effet les récits ancestraux rapportent que ce  lieu fut un des premiers lieux d'établissement de l'ile. Le prince Said Houssein  nous rapporte que  Mdjonga aurait fondé les sept premiers villages de Grande Comore dont Mbachilé qui durant le VIIIe siècle portait un autre nom celui de Shomoni du nom du lieu-dit situé au sud du village. 
Mbachilé était la localité qui a vu accueillir ou naître une princesse avec des origines  incertaines qui pourrait être une shirazienne originaire de Kilwa qui a épousé le Bedja du Bambao ( roi du Bambao ) Ngoma Mrahafu dans la période de l'histoire des Comores que l'on appelle celle des Bedjas. 
Ces deux personnages mythiques sont les ancêtres de la dynastie royale Matswa Pirusa qui a pour capitale Ikoni située au nord de Mbachilé dont les monarques qui ont régné sur le sultanat du Bambao sont originaires pour beaucoup de cette même cité d'Ikoni mais également de la capitale des Comores actuelle Moroni. Outre le Bambao cette dynastie a également régné sur le Mitsamihouli, le Hambou, le Mboinkou et le Mboude. 

### Archéologie
D'après des fouilles menées par un groupe de Suédois dirigé par le professeur Sinclair à Shomoni dans Mbachilé, le Centre National de Documentation et de Recherche Scientifique (CNDRS) Mbashilé serait  l'un des premiers établissements comoriens, les fouilles venant confirmer l’idée que ce lieu fut l'un des premiers habités.